# .NET Core
.NET (voorheen .NET Core) is een gratis en opensource computersoftwareframework voor Windows, Linux, en macOS besturingssystemen. Het is een cross-platform-opvolger van het .NET Framework.

## Geschiedenis
.NET Core 1.0 werd aangekondigd op 12 november 2014, kwam uit op 26 juni 2016, samen met Microsoft Visual Studio 2015 Update 3, waarmee ontwikkeling voor .NET Core mogelijk werd.
.NET Core 2.0 kwam uit op 14 augustus 2017, samen met Visual Studio 2017 15.3, ASP.NET Core 2.0, en Entity Framework Core 2.0. .NET Core 2.1 kwam uit op 30 mei 2018. NET Core 2.2 verscheen op 4 december 2018.
.NET Core 3 verscheen op 7 mei 2019. Versie 3.0.0 verscheen op 23 september 2019.
De volgende versie na .NET Core 3.1 is .NET 5. Het .NET Framework zal geen nieuwe major-versies krijgen en .NET 5 zal de enige versie van .NET worden voor nieuwe toepassingen. Daarom werd de "Core"-naam niet meer behouden en werd versie 4 overgeslagen om verwarring met .NET Framework 4.x te vermijden.
| Versie        | Releasedatum | Samen met                       | Laatste update | Laatste updatedatum | Ondersteund tot            |
| ------------- | ------------ | ------------------------------- | -------------- | ------------------- | -------------------------- |
| .NET Core 1.0 | 27-06-2016   | Visual Studio 2015 Update 3     | 1.0.16         | 14-05-2019          | 27 juni 2019               |
| .NET Core 1.1 | 16-11-2016   | Visual Studio 2017 Version 15.0 | 1.1.13         | 14-05-2019          | 27 juni 2019               |
| .NET Core 2.0 | 2017-08-14   | Visual Studio 2017 Version 15.3 | 2.0.9          | 10-07-2018          | 1 oktober 2018             |
| .NET Core 2.1 | 30-05-2018   | Visual Studio 2017 Version 15.7 | 2.1.30 (LTS)   | 13-10-2020          | 21 augustus 2021           |
| .NET Core 2.2 | 04-12-2018   | Visual Studio 2019 Version 16.0 | 2.2.8          | 19-11-2019          | 23 december 2019           |
| .NET Core 3.0 | 23-09-2019   | Visual Studio 2019 Version 16.3 | 3.0.3          | 18-02-2020          | 3 maart 2020               |
| .NET Core 3.1 | 03-12-2019   | Visual Studio 2019 Versie 16.4  | 3.1.32 (LTS)   | 11-10-2022          | 13 december 2022           |
| .NET 5        | 10-11-2020   | Visual Studio 2019 Version 16.8 | 5.0.17         | 10-05-2022          | 10 mei 2022                |
| .NET 6        | 08-11-2021   | Visual Studio 2022 Version 17.0 | 6.0.25 (LTS)   | 13-06-2023          | 12 november 2024 (gepland) |
| .NET 7        | 07-11-2022   | Visual Studio 2022 Version 17.4 | 7.0.14         | 13-06-2023          | 14 mei 2024 (gepland)      |
| .NET 8        | 14-11-2023   | Visual Studio 2022 Version 17.8 | (LTS)          |                     | November 2026 (gepland)    |